# Herschweiler-Pettersheim

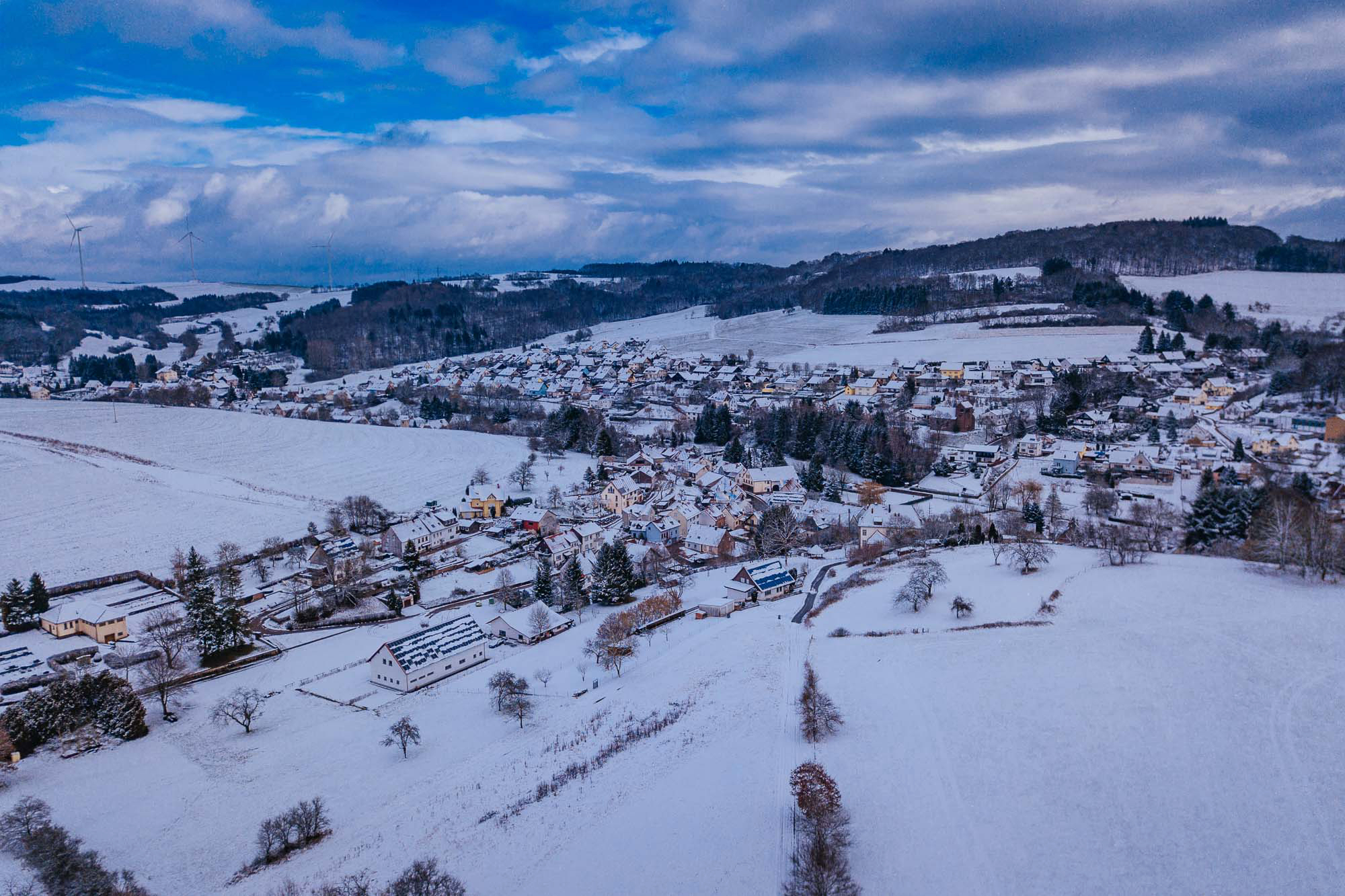
Herschweiler-Pettersheim liegt im oberen Ohmbachtal.

Herschweiler-Pettersheim ist eine Ortsgemeinde im Landkreis Kusel in Rheinland-Pfalz. Sie gehört der Verbandsgemeinde Oberes Glantal an.

## Geographie
Herschweiler-Pettersheim liegt im oberen Ohmbachtal in der Westpfalz. Zur Gemeinde gehört auch der südlich liegende Wohnplatz Bockhof.

### Lage
Herschweiler-Pettersheim befindet sich in der Westpfalz, im oberen Ohmbachtal, welches sich im Nordwesten zum Tal des Langenbachs und im Nordosten zur Klingelbachsenke verzweigt. An dieser Gabelung erhebt sich die Harzhöhe von 275 m über dem Meeresspiegel auf eine geneigte Terrasse in 372 m Höhe und erreicht schließlich einen Gipfel auf 412 m über dem Meeresspiegel. Aufgrund der starken Windverhältnisse wurden Ende 2001 vier Windkraftanlagen auf dem Gipfel installiert. Die Höhenlage des Dorfes selbst beträgt 274 m über dem Meeresspiegel. Als Teil des Nordpfälzer Berglandes zeichnet sich die natürliche Umgebung durch ein außerordentlich vielfältiges Relief aus. Dieses ist geprägt von einem stetigen Wechsel zwischen zerklüfteten Bergen und Höhen mit stark konvexen Hängen westlich des Ohmbachs sowie weniger stark konvexen Hängen östlich davon, zusammen mit einer relativ großen topografischen Varianz.

### Geographie
Geologisch betrachtet befindet sich Herschweiler-Pettersheim auf Schichten des Unteren Rotliegenden, insbesondere der Mittleren Kusel-Gruppe (ruk2), die hauptsächlich aus Sandsteinen und Arkosen besteht, ergänzt durch Schluffsteine, Tonsteine und Konglomerate. Zudem gibt es Kalksteinvorkommen, die einst in einem Steinbruch am Bockhof sowie im Kalkofen an der Landesstraße 350 abgebaut wurden. Die Böden des Unteren Rotliegenden sind in der Regel sandig-lehmig bis lehmig-tonig mit tonig-mergeligen Einschlüssen und weisen eine tiefe und reichhaltige Durchlüftung auf. Daher werden die Plateaus und flachen Hänge als Ackerland (244 ha) genutzt, die Täler und feuchten sowie steileren und sonnigen Hänge als Heuwiesen, Weideland oder Streuobstwiesen (insgesamt 179 ha Grünland), und die steinigen Bergkämme, die weglosen, steilen Hänge und Schluchten für die Forstwirtschaft (95,7 ha Gemeindewald und 99,4 ha Privatwald). Der 437 m hohe Hühnerkopf, der markanteste Gipfel im Bergkamm östlich des Dorfes, ist ein Tafelberg, der durch eine subvulkanische Intrusion entstanden ist. Dieser Sill bildete bis 1972 die Grundlage für die lokale Hartsteinindustrie.

### Angrenzende Gemeinden
Herschweiler-Pettersheim grenzt im Norden an die Gemeinde Konken, im Osten an die Gemeinde Wahnwegen, im Südosten an die Gemeinde Steinbach am Glan, im Süden an die Gemeinde Ohmbach, im Westen an die Gemeinde Krottelbach und im Nordwesten an die Gemeinde Langenbach.

### Struktur der Gemeinde

#### Bis zum Zweiten Weltkrieg
Bis zum Ende des Zweiten Weltkriegs 1945 erstreckte sich der bebaute Bereich von Herschweiler-Pettersheim hauptsächlich entlang beider Seiten der Hauptverkehrsstraße, der Landesstraße 350, westlich des Ohmbachs. Vom nördlichen Ende des Dorfes (280 m über dem Meeresspiegel) bis zur ehemaligen Feuerwehrstation an der Kreuzung der Landesstraßen 350 und 352 im Süden (269 m über dem Meeresspiegel) misst das Dorf eine Länge von mehr als 1,75 km, die sich bis zum Bockhof am Dorfausgang auf über 2,5 km erstreckt. Bis Mitte des 20. Jahrhunderts war Herschweiler-Pettersheim ein typisches Straßendorf (nach einigen Definitionen ein „Weiler“) und eines der längsten Dörfer im Landkreis Kusel. Schon damals waren jedoch die Seitentäler, die westlich vom Ohmbach abzweigen, bis zu etwa 200 m besiedelt, das Kerbtal in „die Hohl“, das „Gigum“ im Geilbachtal und die alte Herzogstraße im Ehrsbachtal, die in feudaler Zeit von Schloss Pettersheim über die Höhen zum Ostertal nach Zweibrücken führte. Östlich des Ohmbachs reichte das bebaute Gebiet dünn die alte Konker Straße hinauf. Gute Bedingungen für den Haus- und Gewerbebau zusammen mit Quellen fand man dort in geschützter Lage am Talsrand, der reich an Grundwasser ist, beiderseits der alten Straßenverbindung bis zur heutigen Kreisstraße 20 in Richtung Wahnwegen. Bei Kanalarbeiten um 1980 wurde unter der Straßendecke eine etwa ein Meter tiefe Knüppeldammstraße freigelegt, die als Verbindung zwischen den Wohnbereichen „in der Hohl“ und „Im Eck“ im alten Dorfkern von Herschweiler über den feuchten und sumpfigen Ohmbachtalboden diente. Es gab sogar eine Erweiterung unweit von Schloss Pettersheim an einer Straßenverbindung über das Tal, die zwei Höhenstraßen verband. Diese Verbindung führte zu einer Waldecke am Hühnerkopf und dann weiter zur Römerstraße östlich von Wahnwegen. In diesem Teil des Dorfes, der heute als Wallheck bezeichnet wird (beide abgeleitet von Waldecke), kann man trotz aller Umbauten und Modernisierungen das ursprüngliche Layout des Ortes noch erkennen, mit seinen eigenwillig angeordneten Häusern und dem Labyrinth von Gassen. Die landwirtschaftlichen Gehöfte am Bockhof wurden in einem U-förmigen Tal, dem „Kirschen-Grund“, das hier endet, und an der heutigen Landesstraße 352 erbaut.

#### Nach dem Zweiten Weltkrieg
Nach dem Zweiten Weltkrieg mit seinem großen Verlust an männlichen Einwohnern (67 gefallen im Krieg und 29 vermisst von einem Dorf mit 1100 Einwohnern; im Ersten Weltkrieg waren 24 gefallen), der wirtschaftlichen Rezession, der alliierten Besatzung und der Währungsabwertung kam eine Zeit des allgemeinen, lebhaften Bauens, nachdem das Wirtschaftswunder begonnen hatte und die Kriegsgefangenen heimgekehrt waren (der letzte kehrte 1950 heim). So waren die Teile des Dorfes vollständig zusammengewachsen und auch in der Breite gewachsen. Parallel zur Hauptstraße wurde nach dem Krieg eine Verbindungsstraße innerhalb der Gemeinde, später Kirchenstraße genannt, bis zur Lage der evangelischen Kirche bebaut. Die Kirche selbst wurde 1953 und 1954 an einem exponierten Ort östlich des Ohmbachs im höchsten Teil des Dorfkerns erbaut. Zudem füllte ein neues Baugebiet die Lücke zwischen Bockhof und Pettersheim. Ein neues Baugebiet namens Buchrech eröffnete östlich der Kirche als Beginn eines neuen Wohnviertels entlang einer zweiten Straße, die parallel zur Hauptstraße verläuft, am mittleren Hang der Westflanke des Hühnerkopfs. Eine weitere neue Bauzone namens „Am Hühnerrech“, die bis zur Seitersstraße reicht, folgte und dehnt sich seit 2003 nach Osten in die Landschaft aus. Die ursprünglich an der Dorfstraße lebenden Menschen ziehen aus dem Kern weg und siedeln sich am Dorfrand in einer angenehmen Nachbarschaft an, wie es auch in anderen Dörfern geschieht, wodurch die Häuser entlang der Durchgangsstraße leer und ungenutzt bleiben. Allein im Oberdorf standen 2003 sechs Häuser leer. Weitere Häuser werden folgen, bedingt durch die Altersstruktur der Bevölkerung. Ein älteres, leeres Doppelhaus neben der Gaststätte „Zum Hirschen“ wurde 2003 abgerissen. Selbst im Dorfzentrum musste ein ehemaliges großes Kaufhaus, das Kleidung und Lebensmittel verkaufte, dem heutigen Dorfplatz weichen. Trotz stagnierenden und rückläufigen Bevölkerungswachstums wird der äußere Rand des bebauten Gebiets sowie das Straßen-, Wasser- und Kanalnetz des Dorfes erweitert, was für spätere Generationen große Konsequenzen haben könnte. Aus diesem Grund könnte die Erneuerung des inneren Dorfes wichtiger sein als die Erschließung neuer Baugebiete auf ehemaligen Wiesen. Bereits zwischen 1960 und 1980 wurden viele Häuser in Herschweiler-Pettersheim aufgestockt und damit dem Bedarf nach mehr Wohnraum angepasst. Auch der 1839 im Geilbachtal angelegte Friedhof musste wiederholt erweitert werden. Da der 1928 im „Wallheck“ errichtete Sportplatz in den Nachkriegsjahren auch als Festplatz für die Gemeinde diente, wurde in den Jahren 1955–1957 speziell für den Sportverein des Dorfes ein neuer Sportplatz im „Wallhecksdell“ gebaut. Ein neues Clubhaus mit Umkleidekabinen und einem Wirtschaftsraum wurde 1967 eingeweiht. 1975 begannen die Arbeiten an einem neuen Rasenspielfeld. Aufgrund unsachgemäßer Böschung kam es zu großen und langwierigen Problemen mit Erdrutschen, so dass das Rasenspielfeld erst 1984 eingeweiht werden konnte. Die abgerutschten Erdmassen, die sogar den Waldboden mit Bäumen vor sich hergeschoben hatten, mussten an den Dorfrand verbracht werden.

## Geschichte
Die erste urkundliche Erwähnung von Pettersheim erfolgte im Jahr 1387 unter dem Namen „Pederßheim“. Herschweiler kommt zuerst 1446 mit dem Namen „Hirßwylre“ vor.

## Politik

### Gemeinderat
Der Gemeinderat in Herschweiler-Pettersheim besteht aus 16 Ratsmitgliedern, die bei der Kommunalwahl am 9. Juni 2024 in einer personalisierten Verhältniswahl gewählt wurden, und der ehrenamtlichen Ortsbürgermeisterin als Vorsitzender.
Die Sitzverteilung im Gemeinderat:
| Wahl | SPD | FWG | Gesamt   |
| ---- | --- | --- | -------- |
| 2024 | 5   | 11  | 16 Sitze |
| 2019 | 4   | 12  | 16 Sitze |
| 2014 | 7   | 9   | 16 Sitze |
| 2009 | 7   | 9   | 16 Sitze |
| 2004 | 7   | 9   | 16 Sitze |

- FWG = Freie Wählergruppe Herschweiler-Pettersheim e. V.

### Bürgermeister
Margot Schillo (FWG) wurde am 14. August 2019 Ortsbürgermeisterin von Herschweiler-Pettersheim. Bei der Direktwahl am 26. Mai 2019 war sie mit einem Stimmenanteil von 76,59 % gewählt worden. Bei der Direktwahl am 9. Juni 2024 wurde sie als einzige Bewerberin mit einem Stimmanteil von 60,4 % für weitere fünf Jahre wiedergewählt.
Frühere Gemeindeoberhäupter:
- 1800–1805 Johann Neuberger
- 1805–1816 Johann Friederich Limberger
- 1816–1821 Johannes Wollenweber
- 1821–1843 Adam Mehl, Langenbach
- 1843–1853 Jakob Fauß 4., Konken
- 1853–1881 Georg Morgenstern
- 1881–1884 Jakob Cloß
- 1884–1890 Ludwig Blind
- 1890–1919 Peter Müller
- 1919–1924 Christian Schultheiß
- 1925–1926 Otto Hollinger
- 1926–1929 Jakob Rietz
- 1930–1940 Hermann Theiß
- 1940–1942 Karl Fell
- 1942–1943 Friedrich Gerlach
- 1943–1945 Ernst Häßel
- 1945–1948 Ludwig Becker
- 1948–1956 August Karst
- 1956–1964 Albert Hollinger
- 1965–1969 August Karst
- 1969–1972 Karl Fetterroll
- 1972–1974 Wilhelm Woditsch
- 1974–1989 Günter Schug
- 1989–2006 Karl Schmitt
- 2006–2009 Rüdiger Becker
- 2009–2019 Klaus Drumm

### Wappen
| Wappen von Herschweiler-Pettersheim | Blasonierung: „In Gold auf grünem Boden ein springender, goldenbewehrter, roter Hirsch.“ |
| Wappen von Herschweiler-Pettersheim |                                                                                          |

## Kultur und Sehenswürdigkeiten
Die wichtigsten Sehenswürdigkeiten kulturellen und historischen Sehenswürdigkeiten sind:

### Villa Rustica

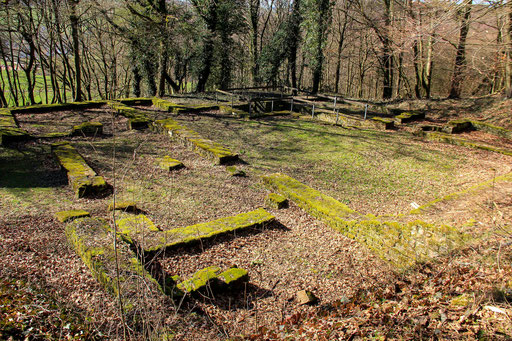
Villa Rustica in Herschweiler-Pettersheim

Die Villa Rustica in Herschweiler-Pettersheim ist ein archäologisches Zeugnis aus der Römerzeit. Die Grundmauern einer gallo-römischen Villa Rustica wurden zwischen 1958 und 1961 unter der Leitung von Wilhelm Jordan freigelegt und sind seither als Freilichtmuseum zugänglich.
Die Anlage, die aus dem 2. bis 3. Jahrhundert n. Chr. stammt, umfasst die Grundmauern eines nahezu quadratischen Hauptgebäudes mit den Maßen 23 × 23,5 Metern. Charakteristisch für diese Bauweise sind die Eckrisalite und eine vorspringende Portikusfassade, die einst von vier Säulen getragen wurde. Im Inneren befand sich eine zentrale Halle von 16,5 × 12 Metern, die vermutlich sowohl wirtschaftlichen als auch repräsentativen Zwecken diente.
Die Villa Rustica ist ganzjährig frei zugänglich und über den Rundwanderweg Villa Rustica (ca. 6 km Länge) erreichbar, der am Dorfplatz von Herschweiler-Pettersheim beginnt.

### Ehemalige Steinbruch am Hühnerkopf

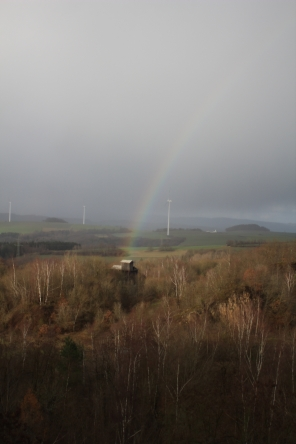
Steinbruch in Herschweiler-Pettersheim

Der ehemalige Steinbruch am Hühnerkopf in Herschweiler-Pettersheim wurde bereits im 19. Jahrhundert betrieben und war bis 1972 in Betrieb. In dieser Zeit wurden dort Hartsteine abgebaut und zu Pflastersteinen verarbeitet, die unter anderem für den Bau der Champs-Élysées in Paris verwendet wurden.
Heute ist der stillgelegte Steinbruch ein wertvolles Geo-Ökotop mit einer Vielfalt an Kleinbiotopen entlang der Felsterrassen. Vor Ort informieren Schautafeln über die Geschichte des Steinbruchs und seine Bedeutung. Der Steinbruch ist direkt an der K20 zwischen Herschweiler-Pettersheim und Wahnwegen gelegen. Ein Parkplatz an der Straße ermöglicht den direkten Zugang. Zudem führen Wanderwege durch das Gebiet.

### Überreste des herzoglich Pfalz-Zweibrückischen Schlosses Pettersheim

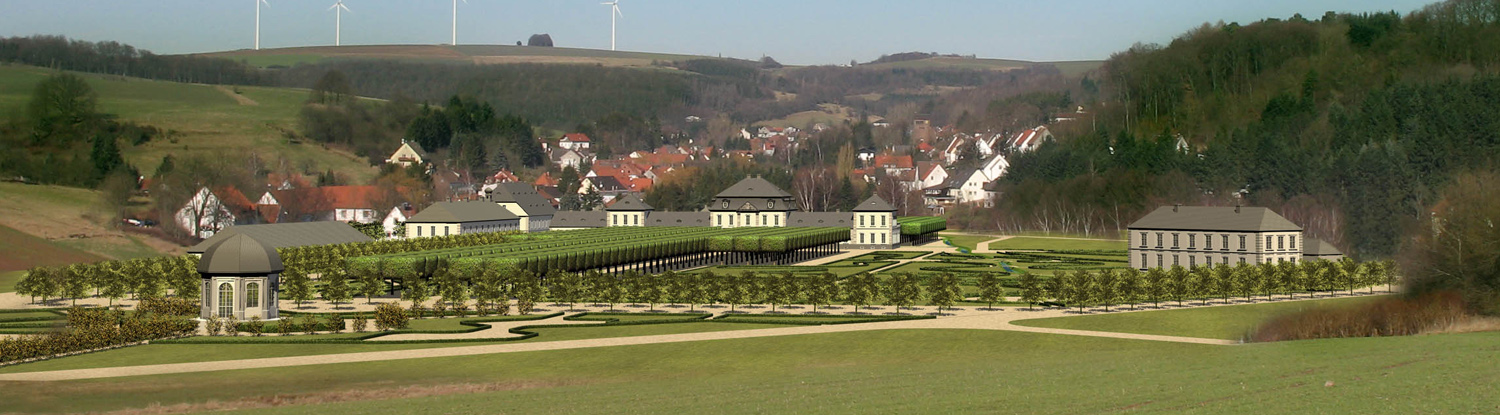
Jagdschloss – Montage in die heutige Ortslage

Die Überreste des herzoglich Pfalz-Zweibrückischen Schlosses Pettersheim in Herschweiler-Pettersheim zeugen von einer bewegten Geschichte, die bis ins 11. Jahrhundert zurückreicht. Ursprünglich als Wasserburg erbaut und 1387 erstmals urkundlich erwähnt, wurde die Anlage 1539 in ein Renaissanceschloss umgewandelt. Unter Herzog Christian IV. von Pfalz-Zweibrücken erfolgte zwischen 1759 und 1768 ein umfassender Neubau, der das Schloss in ein prächtiges Jagdschloss mit weitläufigen Gartenanlagen verwandelte.
Nach Plünderungen durch französische Revolutionstruppen im Jahr 1793 verfiel das Schloss zunehmend. Heute sind nur noch wenige Überreste sichtbar, darunter umgebaute Teile des ehemaligen Westflügels. Einige Flurnamen wie „In den Schlosswiesen“ und „Am Hundsstall“ erinnern noch an die einstige Pracht des Anwesens.

### Protestantische Kirche St. Michael

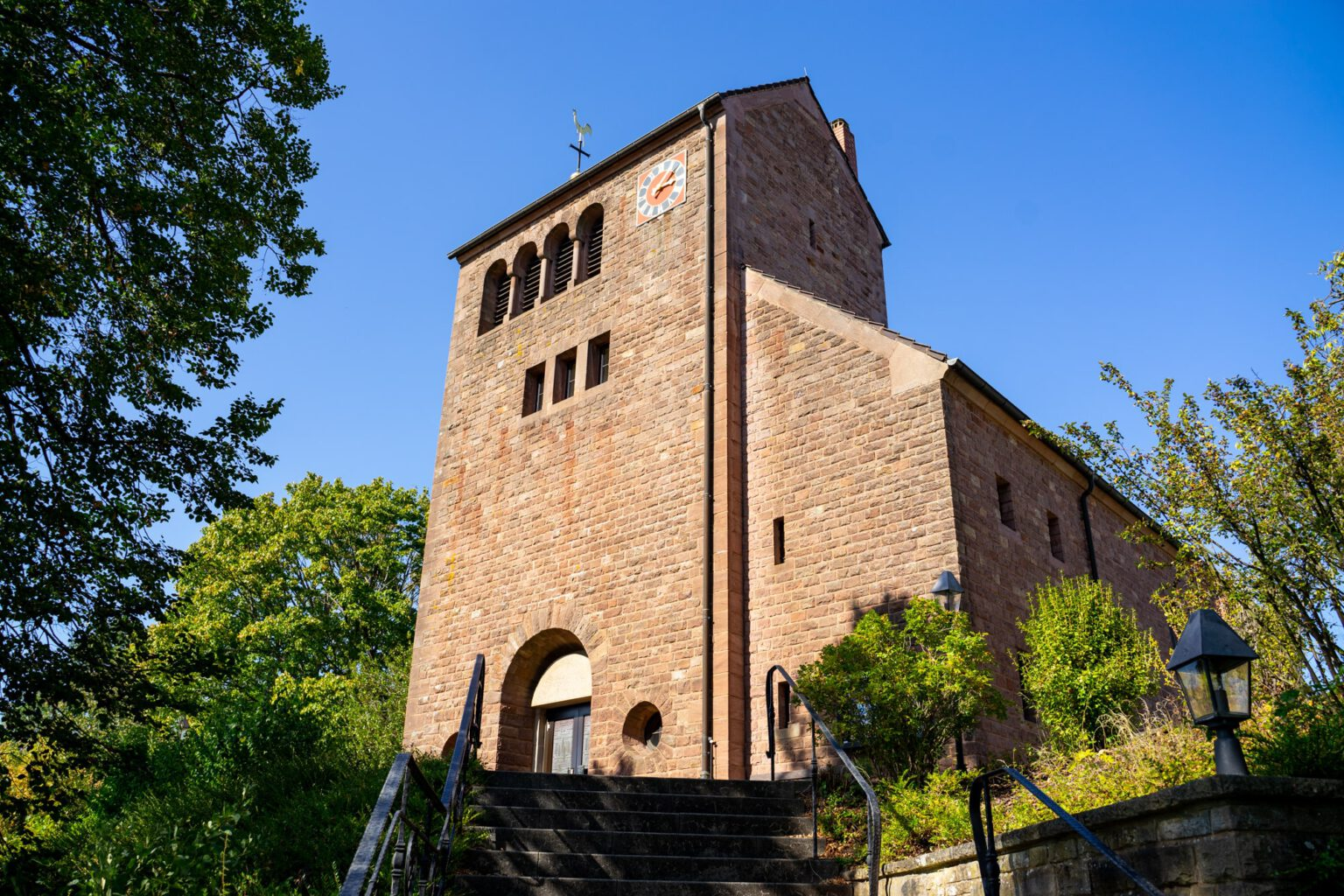
Kirche St. Michael in Herschweiler-Pettersheim

Die Kirche St. Michael wurde 1954 geweiht und ist das zentrale Gotteshaus der gleichnamigen Kirchengemeinde. Das Gebäude wurde im Landhausstil aus regionalem Sandstein errichtet und zeichnet sich durch seinen breiten, turmartigen Westgiebel aus. Im Innenraum verfügt die Kirche über eine Oberlinger-Orgel aus dem Jahr 1956. Die erste größere Renovierung erfolgte 1972, bei der unter anderem der Altarraum umgestaltet wurde. Eine weitere umfassende Sanierung fand 2004 statt.

### Veranstaltungen
Zu erwähnen ist die Owwerderfer Kerb, die jeweils am dritten Wochenende im September stattfindet, genauso wie die Middelderfer Kerb; des Weiteren das Sportfest, das Dorffest und der Weihnachtsmarkt.

## Wirtschaft und Infrastruktur
Herschweiler-Pettersheim verfügt über eine Nahversorgung, die den täglichen Bedarf der Einwohner abdeckt. Vor Ort befinden sich eine Grundschule, ein Kindergarten, zwei Hausarztpraxen, eine Apotheke eine Physiotherapiepraxis, Bankfilialen mit Geldautomaten sowie ein Discounter für den Einkauf des täglichen Bedarfs.
Viele Bewohner pendeln zur Arbeit in die umliegenden Städte, insbesondere nach Kusel, Kaiserslautern, Saarbrücken und Homburg. Die Gemeinde ist über Landes- und Kreisstraßen gut an das regionale Verkehrsnetz angebunden. Zudem bestehen stündliche Busverbindungen zwischen Kusel und Homburg.
Im Nordosten verläuft die A 62. In Glan-Münchweiler ist ein Bahnhof der Glantalbahn.

## Persönlichkeiten
- Otto Carius (1922–2015), deutscher Panzerkommandant
- Christian IV. (1722–1775), Herzog von Pfalz-Zweibrücken